# فریدریش کونسیلیا
فریدریش کونسیلیا (انگلیسی: Friedrich Koncilia؛ زادهٔ ۲۵ فوریهٔ ۱۹۴۸) بازیکن سابق فوتبال اهل اتریش است.
از باشگاه‌هایی که در آن بازی کرده‌است می‌توان به باشگاه فوتبال اندرلشت و باشگاه فوتبال آستریا وین اشاره کرد.